# Vaca finlandeză
Vaca finlandeză este un film românesc din 2012 regizat de Gheorghe Preda. Rolurile principale au fost interpretate de actorii Maria Obretin, Cuzin Toma.

## Distribuție
Distribuția filmului este alcătuită din:
- Maria Obretin — Soția lui Fane
- Răzvan Oprea
- Ioan Andrei Ionescu
- Cuzin Toma — Fane
- Radu Ciobănașu